# یواس‌اس پوتوماک (ای‌جی-۲۵)
یواس‌اس پوتوماک (ای‌جی-۲۵) (به انگلیسی: USS Potomac (AG-25)) یک کشتی بود که طول آن ۱۶۵ فوت (۵۰ متر) بود. این کشتی در سال ۱۹۳۴ ساخته شد.